# Tmesisternus sexmaculatus
Tmesisternus sexmaculatus es una especie de escarabajo del género Tmesisternus, familia Cerambycidae. Fue descrita científicamente por Breuning & de Jong en 1941.
Habita en Papúa Nueva Guinea. Esta especie mide 14,5-20 mm.